# 阿森德冰川
阿森德冰川（英語：Assender Glacier），是南極洲的冰川，位於恩德比地，最終注入斯普納灣，根據澳大拉西亞探險隊拍攝的空中照片繪入地圖，現時由南極條約體系管理。